# 佐々醒雪
佐々 醒雪（さっさ せいせつ、明治5年5月6日（1872年6月11日） - 大正6年（1917年）11月25日）は、日本国文学者・俳人である。本名は佐々政一（さっさ まさかず/せいいち）。

## 略歴
京都に生まれ、明治29年（1896年）東京帝国大学文科大学卒。在学中の明治27年（1894年）に俳句結社・筑波会を結成し、雑誌『帝国文学』に『連俳小史』を連載した。旧制第二高等学校や旧制山口高等学校で国文学を教えた。また、明治大学でも教鞭を執った。
明治34年（1901年）12月に山口高校を依頼退官した後、書店・金港堂に入社し、雑誌『文芸界』を編集した。明治39年（1906年）に東京高等師範学校教授に就任した。大正6年（1917年）、腸チフスのため死去。